# Гор (бог)
Гор (устар. Горус), Хор (егип. ḥr — «высота», «небо»; или егип. ḥr.w [ħaːruw] — «недостижимый», «тот, кто высоко») — древнеегипетский бог неба и солнца в облике сокола, человека с головой сокола или крылатого солнца.
Изображался в виде сокола или человеком с головой сокола в обычном одеянии и головном уборе фараона.

## Происхождение
Гор родился чудесным образом от Исиды и Осириса. Убитый дядей Сетом отец явился к Гору с требованием вступить в борьбу за престол, что Гор постарался исполнить. Сводным братом Гора был бог мумификации Анубис, по одной версии, рождённый его тёткой Нефтидой от Осириса. Опасаясь гнева своего мужа Сета, Нефтида бросила младенца Анубиса в камышовых зарослях, где его с помощью собак нашла Исида и вырастила.
Разные ипостаси Хора считались по происхождению от разных богов и богинь: Гор был сыном Ра, Хор Хекенский — Нефертума и Баст.
Супруга Гора — Хатхор. В некоторых мифах богиня-скорпион по имени Селкет выступает как жена бога Гора.
У Гора есть четыре сына, которые являются защитниками Осириса, столпами Шу и одними из звёзд созвездия Большая Медведица.

## Мифология
Гелиопольский миф об Осирисе включает историю зачатия и рождения Гора.
С помощью Анубиса или Тота Исида собрала воедино разрубленное Сетом тело супруга Осириса, а Анубис забальзамировал его, сотворив первую мумию. Согласно одной версии, Гор рождён или зачат до смерти своего отца; по другой — Исида забеременела от плода древа судьбы (обычно виноградной лозы). Превалировала теория, что Исида забеременела чудесным образом от воскрешённого ненадолго Осириса. Превратившись в самку коршуна — птицу Хат, Исида распластала крылья по мумии Осириса, произнесла волшебные слова и забеременела. От этого действа родился слабый второй сын Гарпократ (по незнанию Плутарх форму Гора выделил в отдельное божество).
Исида бежала из заточения в болота Нижнего Египта и в виде коровы спряталась от преследователей Сета на плавучем острове Хеммис (егип. Akh-bity «папирусовые заросли фараона Нижнего Египта»), где родила Гора. Согласно грекам, это место лежит неподалёку от Буто, хотя для египтян расположение его не считалось важным и понималось как некое священное уединение. Чтобы уберечь сына от гнева Сета, Исида положила младенца в корзину или сундук и пустила по водам Нила. Божественная няня Рененутет заботилась о нём, пока он не открыл себя миру, «надев свой пояс в густых зарослях» (то есть возмужал). Побуждаемый духом Осириса, Гор решил стать «мстителем за своего отца».

Уаджет — глаз Гора

Гор и зачат, и рождён для того, чтобы выступить естественным мстителем за смерть отца. В то же время он считает себя и единственным законным наследником Осириса. Гор идёт, «обутый в белые сандалии», на поединок с Сетом, требуя перед судом богов осуждения обидчика и возвращения наследства Осириса ему, — единственному сыну умершего царя. После длительной тяжбы, продолжавшейся 80 лет (по одному из вариантов мифа), Гор признаётся правомочным (по-египетски — «правогласным») наследником Осириса и получает царство; бог Тот записывает решение суда богов.
Победив Сета, Гор воскрешает отца, дав ему проглотить своё око уаджет (wɟt). Однако Осирис не возвращается на землю и остаётся править царством мёртвых — Аменти, предоставляя Гору править царством живых.

## Культ

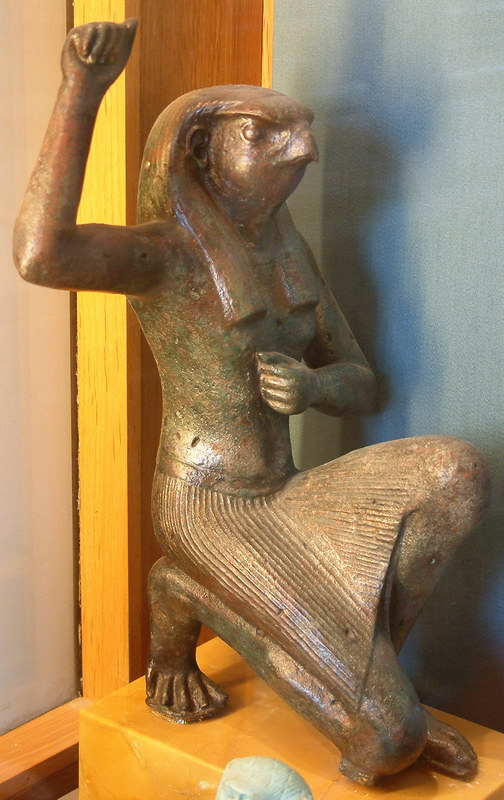
Статуя Гора эпохи Птолемеев, Лувр

Гор считался покровителем царского дома и фараона. Имя Гора входило в царскую титулатуру. Живого древнеегипетского фараона представляли воплощением бога Гора.
Гора почитали в Летополисе, недалёко от Мемфиса, и в Эдфу. Гора Двух Глаз почитали в Шедену (Восточная Дельта).
Образ Гора имел несколько ипостасей:
- Харвер (греч. Хароерис: «Хор Старший» или «Хор Великий») — слияние культа Хора-сокола с культом Вера; бог, от которого произошли все прочие разновидности Хора;
- Гарпехрути (егип. hr-p3’´hrd «Младенец Гор»; греч. Гарпократ);
- Хоремахет, также Гармахис («Хор на небосклоне») — бог неба, царственности и солнца;
- Хорахти («Хор небосклонный»).

Хармахис и Хорахти отождествлялись с Хепри, а к концу Древнего царства считались ипостасями Ра. К концу Среднего царства с культом Хора сливается культ Херишефа.

### В античности
Гор упоминается рядом греческих авторов как сын Осириса, египетское божество. Геродот отождествлял его с Аполлоном. Созвездие Гора греки называли Орионом.
Гор в русле религиозного синкретизма также сопоставлялся с Ра — в форме Ра-Горахти. Это сопоставление было достаточно распространено.
В позднейшие времена Гор также отождествлялся с Аресом и тем самым с Марсом.

## Образ в культуре
Мифологическая история мщения сына за отца прослеживается в древнеегипетском литературном произведении «Правда и Кривда» (ок. 1292—1191 годы до н. э.).
- 2004 — фантастический фильм «Бессмертные: Война миров». В роли Гора — Томас Поллард. Франция
- 2016 — фильм «Боги Египта»; в роли Гора — Николай Костер-Вальдау. США
- 2018 — главный герой манхвы «Эннеада»